# Náchod
Náchod es una ciudad de la República Checa, en la Región de Hradec Králové, situada en el nordeste de Bohemia, muy cerca de la frontera con Polonia. Capital del distrito (okres) al que da nombre, contaba a fines de 2009 con 20.351 habitantes.

## Geografía
Náchod está situada en una meseta a 346 metros sobre el nivel del mar y se extiende a ambas orillas del río Metuje. Constituye un hito en la carretera general Praga-Varsovia (parte de la Ruta Europea E-67).

## Historia

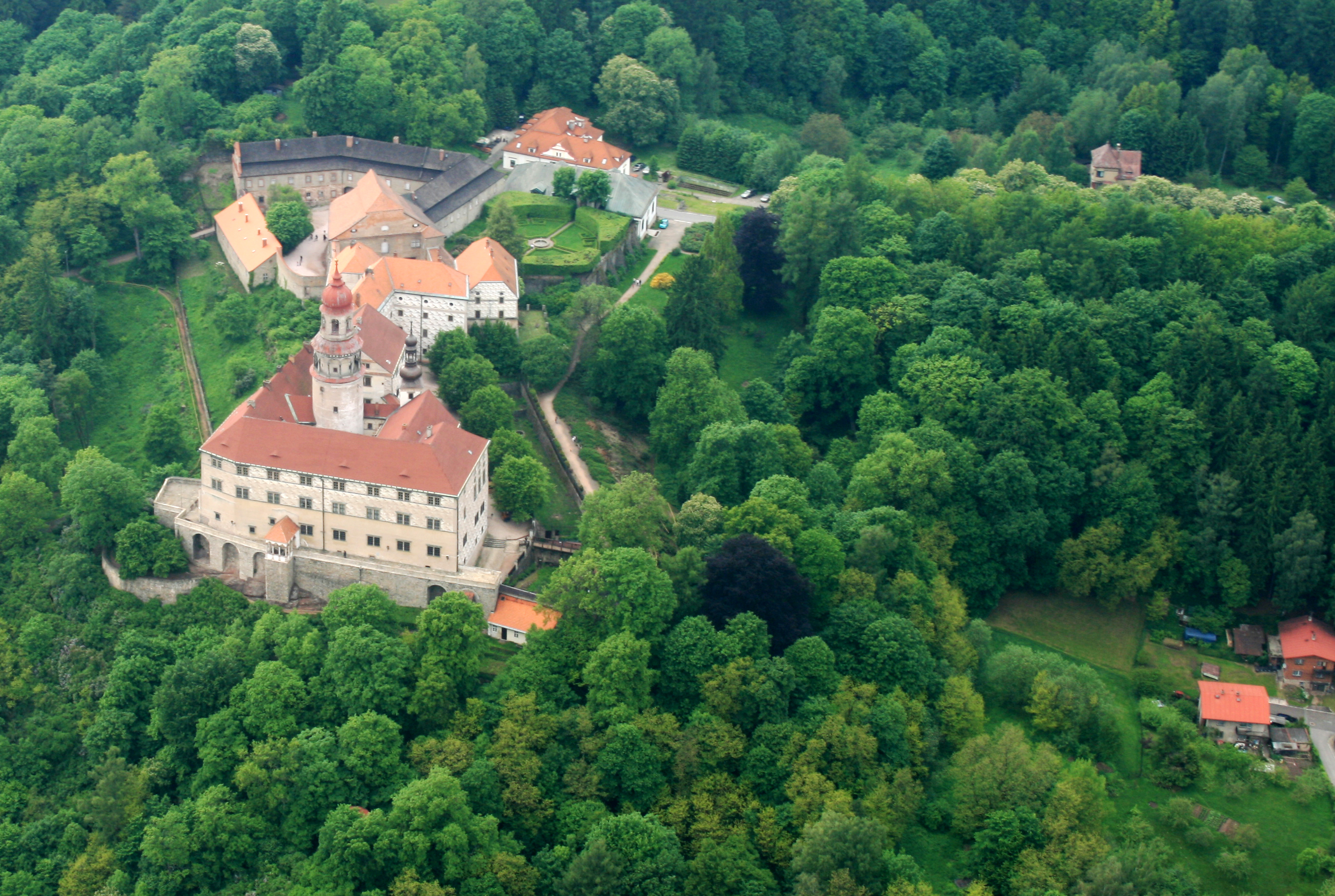
Castillo

Su nombre, Náchod, en checo antiguo significaba «Tierra por donde se llega», en este caso a Breslavia si se partía desde Praga. 
Aunque ya en el siglo XI existía una guarnición fronteriza y un pequeño asentamiento en la zona, mencionados en la Chronica Boemorum de Cosmas de Praga, la ciudad como tal fue fundada por Hron de Náchod, hacia 1250, al tiempo que erigía su castillo. La primera mención escrita de Nachod data del 9 de agosto de 1254.
Desde su fundación, Náchod fue una posesión feudal de distintas estirpes, y en ocasiones de reyes, como Juan de Luxemburgo (siglo XIV) y el llamado "rey husita" Jorge de Podiebrad (mediados del siglo XV). En 1544 la familia Smyricki adquirió el feudo y reconstruyó el castillo en estilo Renacimiento. Durante la Guerra de los Treinta Años, los Habsburgo recompensaron a Ottavio Piccolomini con el feudo de Náchod, lo que dio lugar a una nueva reforma del castillo, ahora en un suntuoso estilo barroco. A la muerte de Ottavio, Náchod pasó a la casa ducal de Curlandia. Ya en el siglo XIX, una de sus miembros, la duquesa Guillermina, sirvió de modelo para uno de los personajes de la novela La abuela, de Božena Němcová.
Como curiosidad, la ciudad fue propietaria desde 1872 de una fábrica de cerveza, que no fue vendida a una empresa privada hasta 2009.
En la fosa del castillo viven dos osos pardos. Sus nombres son Dagmara (Daša) y Luis (Ludvík) y fueron rescatados de un circo el 18 de mayo de 1994, cuando contaban con dos años de edad.

## Lugares de interés

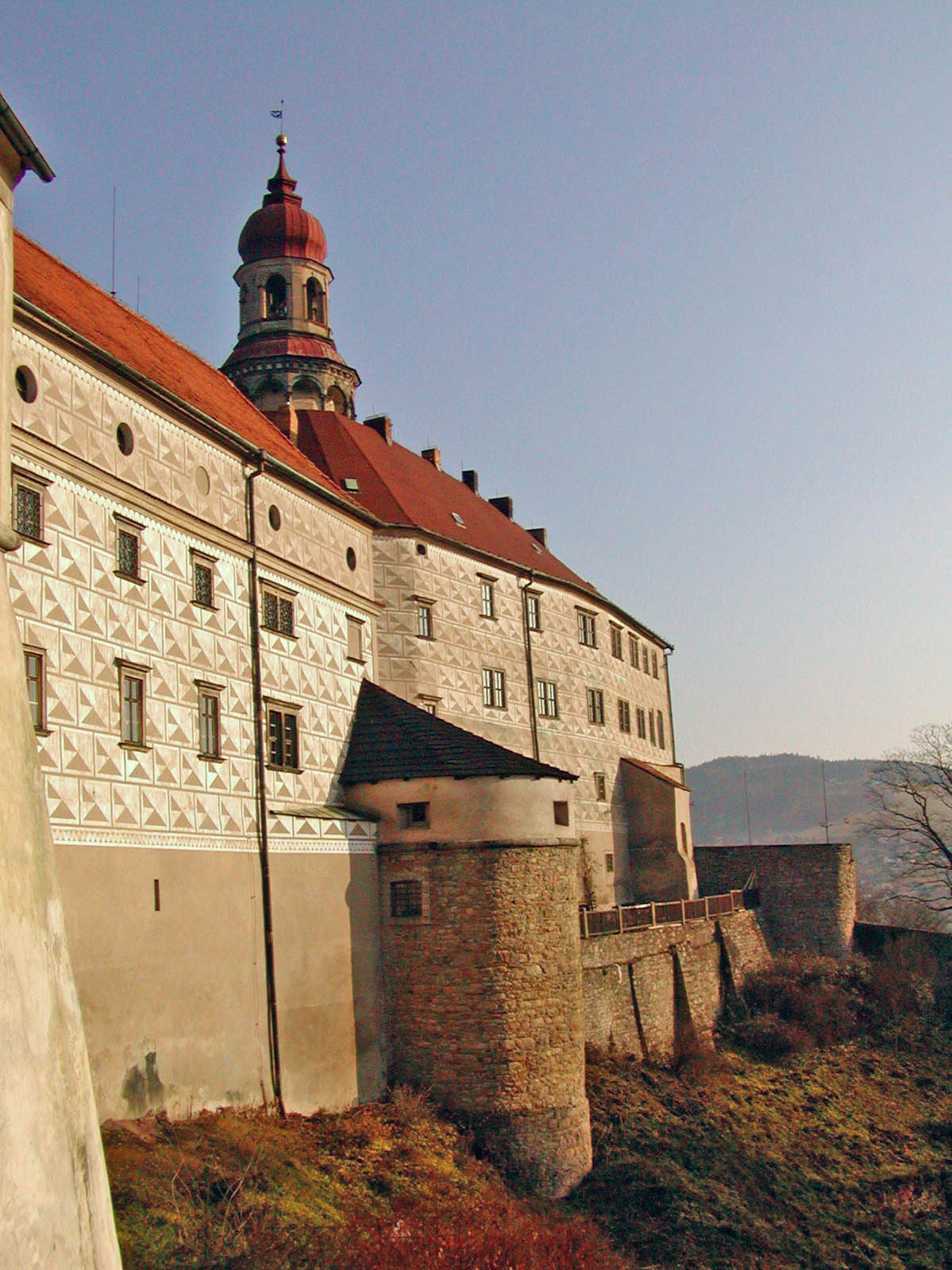
Castillo

- Plaza de Masaryk (Námêsti T.G. Masaryka). En ella se sitúa la mayoría de los edificios históricos de la ciudad: el Antiguo Ayuntamiento (Bývalá Radnice), erigido entre 1663 y 1665 según proyecto del arquitecto italiano Carlo Lurago, el Decanato (Dêkanství), de 1727, las columnas de la Virgen y de la Trinidad, la iglesia gótica de San Lorenzo (Kostel Svatého Vavřince) y el Ayuntamiento Nuevo, de 1904.

- Castillo (Zámek). Reformado en varias ocasiones desde el siglo XIII, conserva todavía sus bodegas góticas originales y alberga un museo, en el que se exhiben cinco tapices diseñados por Jacob Jordaens.

- Iglesia (Kostel svatého Vavřince). Está situada en el mismo centro de la Plaza de Masaryk y considerada como monumento cultural de gran importancia. Tenemos constancia de su existencia como iglesia parroquial desde 1355. Probablemente fue construida en 1310, su estilo arquitectónico original fue gótico. Ha sufrido varias reformas y tres de ellas a causa del fuego,estas fueron en 1441, 1570 y 1663.

- Cementerio militar (vojenský hřbitov). Se encuentra muy cerca del castillo y ubicado en el mismo lugar donde ya descansaban los cuerpos de los soldados muertos durante la guerra de los siete años de 1762. Actualmente en dicho cementerio se encuentran sepultados unos 200 soldados (en una fosa común) y 20 oficiales caídos durante la guerra austro-prusiana el 27.6.1866. También se encuentran enterrados el general de caballera Vilý, fundador del cementerio, junto a su esposa Bathildis Amalgunde y su hijo František Josef.